# 诺基亚N75
Nokia N75是诺基亚公司生产的S60智能手机，外观为翻盖式。有黑、白等外壳颜色。